# Crookhouse
Crookhouse var en civil parish 1866–1955 när det uppgick i Kirknewton, i grevskapet Northumberland i England. Civil parish var belägen 9 km från Wooler och hade 10 invånare år 1951.